# BMW R51/2
De BMW R 51/2 is een motorfiets van het merk BMW.

## Voorgeschiedenis
In 1938 bracht BMW een hele serie nieuwe modellen uit: de 250cc R 23, de 500cc R 51 met kopklepmotor, de 600cc R 61 zijklepper, de 600cc R 66 kopklepper en de 750cc R 71 zijklepper. De R 51 werd aldus de opvolger van de R 5. Van de R 51 werden tussen 1938 en 1941 3.775 stuks geproduceerd. De R 51 had het nieuwe, uit ovale buis getrokken dubbel wiegframe dat tot ver in de jaren vijftig dienst zou doen. Helemaal nieuw was de toegepaste plunjervering, waarmee voor het eerst een BMW achtervering kreeg. Zowel motor als versnellingsbak en koppelingshuis waren al van gegoten aluminium, wat een flinke gewichtsbesparing opleverde. Het motorblok was eenvoudig met twee steekassen in het frame gemonteerd, een constructie die het ook nog lang zou volhouden. De kopklepmotor had een door een ketting aangedreven nokkenass, die middels stoterstangen de kleppen bedienden. De cilinderkoppen hadden elk een eigen smeersysteem, afzonderlijk van de normale druksmering van de rest van de motor. Een eenvoudig nat luchtfilter bevond zich achter op het motorblok en voorzag ze van lucht. Dit was een stalen zeef die eenvoudig gereinigd kon worden en daarna, met olie ingesmeerd, zijn reinigende werk deed. De enkelvoudige droge plaatkoppeling werd bediend met een drukstang die dwars door de hoofdas van de versnellingsbak liep. Dit systeem bleef intact tot in 1996 (R 100 R Mystic). Net als de racemotoren kreeg de R 51 voetschakeling. Hiernaast kreeg de machine ook nog een korte handpook, waarmee niet alleen "normaal" geschakeld kon worden, maar ook - als bij een auto - elke versnelling, inclusief de vrijstand, direct gekozen kon worden.

## R 51/2
De Tweede Wereldoorlog zette de volledige ontwikkeling van motorfietsen stil. Er moest volop aan militaire motorfietsen gewerkt worden, en bovendien werd de fabriek in München gebruikt voor de productie van vliegtuigmotoren. Alleen in de vestiging in Eisenach werden nog Wehrmachtsgespanne en R 35's gemaakt. Aan het einde van de oorlog waren beide fabrieken gebombardeerd. Het duurde dan ook enkele jaren voordat er weer motorfietsen gebouwd konden worden. In 1948 was de zeer eenvoudige 250cc eencilinder R 24 de eerste, en in 1951 volgde de eerste tweecilinder, de R 51/2. Deze was uiteraard afgeleid van de R 51, maar BMW had wat meer tijd gehad een "nette" motor te ontwikkelen. De R 51/2 was meer als toermotor gebouwd, terwijl zijn voorganger nog een sportmotor was geweest. Begin jaren vijftig was er uiteraard ook meer behoefte aan praktische motorfietsen. BMW ging zich ook steeds meer profileren als fabrikant van "zijspantrekkers". De R 24 had al zijspankoppelingen gekregen, en die kreeg de R 51/2 ook. Ze zouden tot in 1969 een vast onderdeel aan de BMW frames vormen. Er werden zelfs twee zijspannen aanbevolen: De Steib-modellen S 350 en TR 500. Voor zijspangebruik was een speciale overbrengingsverhouding in de eindaandrijving leverbaar. Ook dit systeem zou BMW tot in de jaren tachtig volhouden. Motorisch was er ten opzichte van de R 51 niet veel veranderd, en ook het rijwielgedeelte, dat nieuw was toen de R 51 uitkwam, bleef ongewijzigd. Zo was het frame gelast van getrokken ovale pijp, was er een telescoopvork en trommelremmen aan boord. De motor was met twee steekassen in het frame gehangen, motor en versnellingsbak waren van gegoten aluminium. De motor had twee kettingaangedreven nokkenasen, waarvan er één de oliepomp aandreef. De R 51/2 was een kort leven beschoren. Er werden er slechts ca. 5.000 gebouwd en hij werd al in 1951 opgevolgd door de R 51/3.

### Technische gegevens
| Periode         | 1950-1951                              | 1950-1951                              | 1950-1951                              |
| Categorie       | toermotor                              | toermotor                              | toermotor                              |
| Motortype       | kopklepmotor                           | kopklepmotor                           | kopklepmotor                           |
| Bouwwijze       | langsgeplaatste tweecilinderboxermotor | langsgeplaatste tweecilinderboxermotor | langsgeplaatste tweecilinderboxermotor |
| boring          | 68 mm                                  | 68 mm                                  | 68 mm                                  |
| slag            | 68 mm                                  | 68 mm                                  | 68 mm                                  |
| Cilinderinhoud  | 494 cc                                 | 494 cc                                 | 494 cc                                 |
| Max. Vermogen   | 18 kW/24 pk                            |                                        |                                        |
| Aandrijving     | cardanas                               | cardanas                               | cardanas                               |
| Rijwielgedeelte | dubbel wiegframe, buisframe            | dubbel wiegframe, buisframe            | dubbel wiegframe, buisframe            |
| Voorganger      | R 51                                   | R 51                                   | R 51                                   |
| Opvolger        | R 51/3                                 | R 51/3                                 | R 51/3                                 |